# Street Sounds Electro 6
Street Sounds Electro 6 er det sjette opsamlingsalbum i en serie og blev udgivet i 1984 af StreetSounds. Albummet udkom som LP-plade og kassettebånd og består af ni electro og old school hip hop numre mixet af DJ Maurice og assisteret af DJ Noel.

## Sporliste
| 1. | "Roxanne, Roxanne"         | UTFO                         | -:-- |
| 2. | "The Real Roxanne"         | The Real Roxanne (With UTFO) | -:-- |
| 3. | "Cosmic Blast"             | Capt. Rock                   | -:-- |
| 4. | "Roxanne's Revenge"        | Roxanne Shanté               | -:-- |
| 5. | "Freaks Come Out At Night" | Whodini                      | -:-- |

| 1. | "My House (On The Nile)"            | Egyptian Lover | -:-- |
| 2. | "Beat Freak"                        | Bobby Broom    | -:-- |
| 3. | "Just Having Fun (Do The Beat Box)" | Doug E. Fresh  | -:-- |
| 4. | "The Original Human Beat Box"       | Doug E. Fresh  | -:-- |